# Mottier
Mottier är en kommun i departementet Isère i regionen Auvergne-Rhône-Alpes i sydöstra Frankrike. Kommunen ligger i kantonen La Côte-Saint-André som tillhör arrondissementet Vienne. År 2022 hade Mottier 843 invånare.

## Befolkningsutveckling
Antalet invånare i kommunen Mottier
Referens:INSEE